# 土肥実平

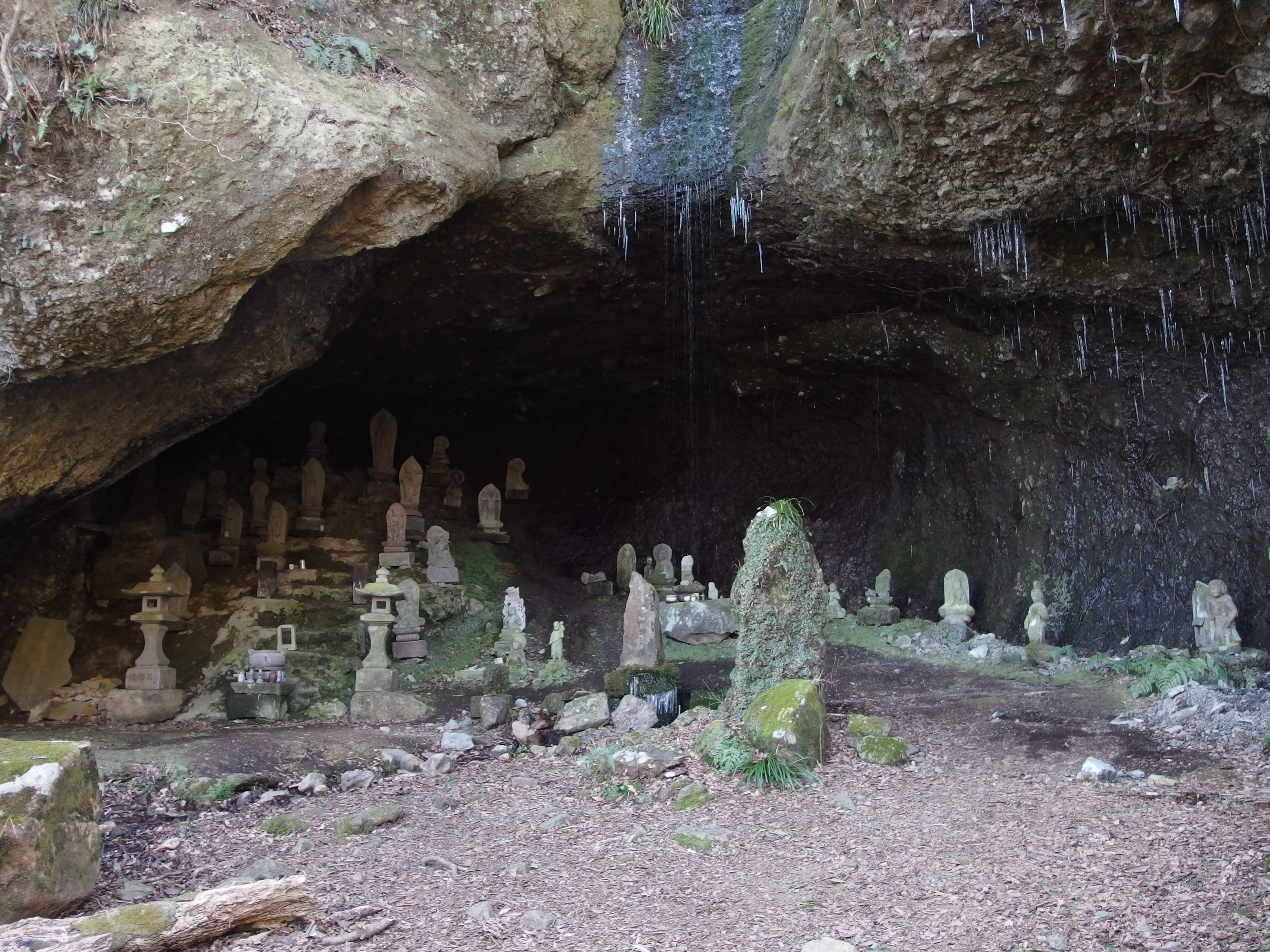
土肥の椙山の「しとどの窟」。真鶴にも「しとどの窟」跡がある

土肥 実平（どひ/どい さねひら）は、平安時代末期から鎌倉時代初期にかけての武将。桓武平氏良文流中村宗平の次男。相模土肥氏の祖であり、小早川氏の祖とされる。
相模国の有力豪族中村氏の一族で、足下郡（現在の神奈川県足柄下郡湯河原町および真鶴町）土肥郷を本拠とし早川荘預所を務め、父や弟の土屋宗遠と共に相模国南西部において「中村党」と称される有力な武士団を形成していた。
現在のJR東海道本線湯河原駅から城願寺の辺りが居館であったと言われている。

## 生涯
『曽我物語』によれば、安元2年（1176年）の伊豆奥野の狩場で行われた河津祐泰（曾我兄弟の父）と俣野景久の相撲の判定を巡ってもめた際に、老（おとな・長老）であった実平が仲裁に入ったとされるなど、相模・伊豆の武士社会において重鎮と見做される存在であったとされている。

### 源頼朝挙兵
治承4年（1180年）、源頼朝が挙兵すると嫡男の遠平ら中村党を率いて参じている。同じ相模・伊豆の有力な源氏方であった鎌倉党や工藤党が内部分裂したのに対して中村党は実平を中心に一致して参じたことで頼朝の信任を受けた。山木兼隆を討った頼朝が実平の拠点である土肥郷に入って三浦氏との合流を図っている（『吾妻鏡』治承4年8月20日条）。石橋山の戦いで敗北した頼朝がわずか7・8騎で逃亡した際に実平も加わっていた。『愚管抄』（巻5）によれば、頼朝が箱根山で自害を覚悟した際に実平が自害の作法・故実を伝授したとされ、『吾妻鏡』（治承4年8月24日条）では、頼朝と行動を伴にしたいと申し出る加藤景員や宇佐美祐茂に対して、実平が今は敵に見つからないようにバラバラに逃げることが大事であると説得したとされている。南郷山の西側には自鑑水（自害水）と呼ばれる池があり、頼朝が水面に映った自らの姿に失望して自害を決意したところ、実平に諫められたという逸話が残されている。また『源平盛衰記』で頼朝主従が「しとどの窟」に隠れていたのを梶原景時が見逃した逸話はこの時のことである。この後、実平の用意で真鶴から房総半島の安房国へ脱出した。
頼朝は千葉氏、上総氏らの参陣を得ると反攻に出て、関東から大庭景親ら平家勢力を駆逐することに成功する。以後、実平は富士川の戦い、常陸国の志田義広討伐などに従軍する。この間、奥州から頼朝の陣を訪れた源義経を取り次ぎ（『吾妻鏡』治承4年10月21日条）、また頼朝に降った梶原景時を取り成したのも実平であった（『吾妻鏡』治承5年正月11日条）。

### 鎌倉軍奉行
寿永3年（1184年）1月、源義仲討伐に従軍し（宇治川の戦い）、合戦後、大江山に派遣され京の入口を守った。同年2月の一ノ谷の戦いでは源義経の軍に属して戦う。三草山の戦い後、義経は一万騎を二手に分け、実平は7,000余騎を引きつれ、一の谷の西の手に進んだ。合戦後、吉備三国（備前・備中・備後）の惣追捕使（守護）に任ぜられた。山陽道を守り、源範頼の進軍を支援する。梶原景時と共に頼朝代官である範頼・義経の奉行として遠征軍に派遣されており、頼朝の信任が厚かったと思われる。鶴岡八幡宮の造営にも寄与した。
寿永4年（1185年）3月、壇ノ浦の戦いの後に長門国と周防国の惣追捕使として長府に居城を構える。
文治5年（1189年）、奥州合戦に参加。建久元年（1190年）に頼朝が上洛した際、右近衛大将拝賀の随兵7人の内に選ばれて参院の供奉をした。建久2年（1191年）7月18日、厩の上棟奉行をしている記述（『吾妻鏡』）を最後に、実平は史料から姿を消している。一説には義経との関係の深さから頼朝と義経の対立の影響を受けて政治的に失脚したとする説もある。「沼田小早川家系図」では、建久2年（1191年）11月25日死去とされる。しかし、所領であった安芸国沼田荘では、承久元年（1219年）に、遠平とともに遠平の妻である天窓妙仏尼（寺伝では源頼朝の娘）を弔うために棲真寺（広島県三原市大和町平坂）を創建した記録が残っており、その頃まで生存していた可能性がある。安芸の米山寺過去帳では承久2年（1220年）11月死去とされている。また、『吾妻鏡』建久6年（1195年）7月13日条には「土肥後家尼参上」とあることから、この時以前に死去したとする説もある。

## 人物
- 生活は質実剛健で奢侈を好まなかったらしく、頼朝からもその謹厳な暮らし、振舞を称賛された。
- 『源平盛衰記』によれば、一ノ谷の戦い後に平清盛の妾であった厳島内侍を妾としたという。

## 備考
- JR湯河原駅前広場に実平夫妻の銅像がある。
- 城願寺 (神奈川県湯河原町)に土肥一族の墓所がある。

## 画像集

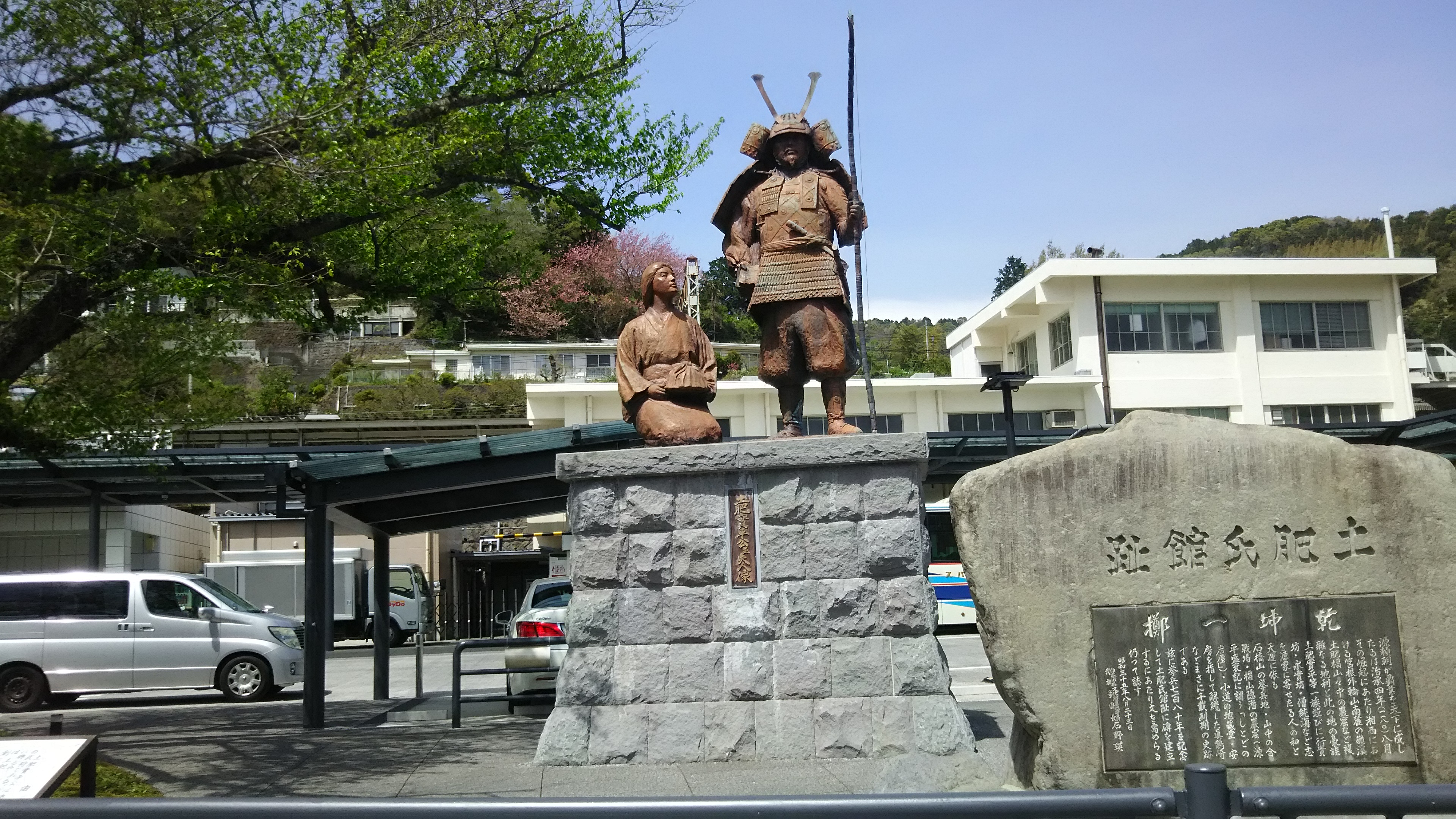
JR湯河原駅前実平夫妻銅像
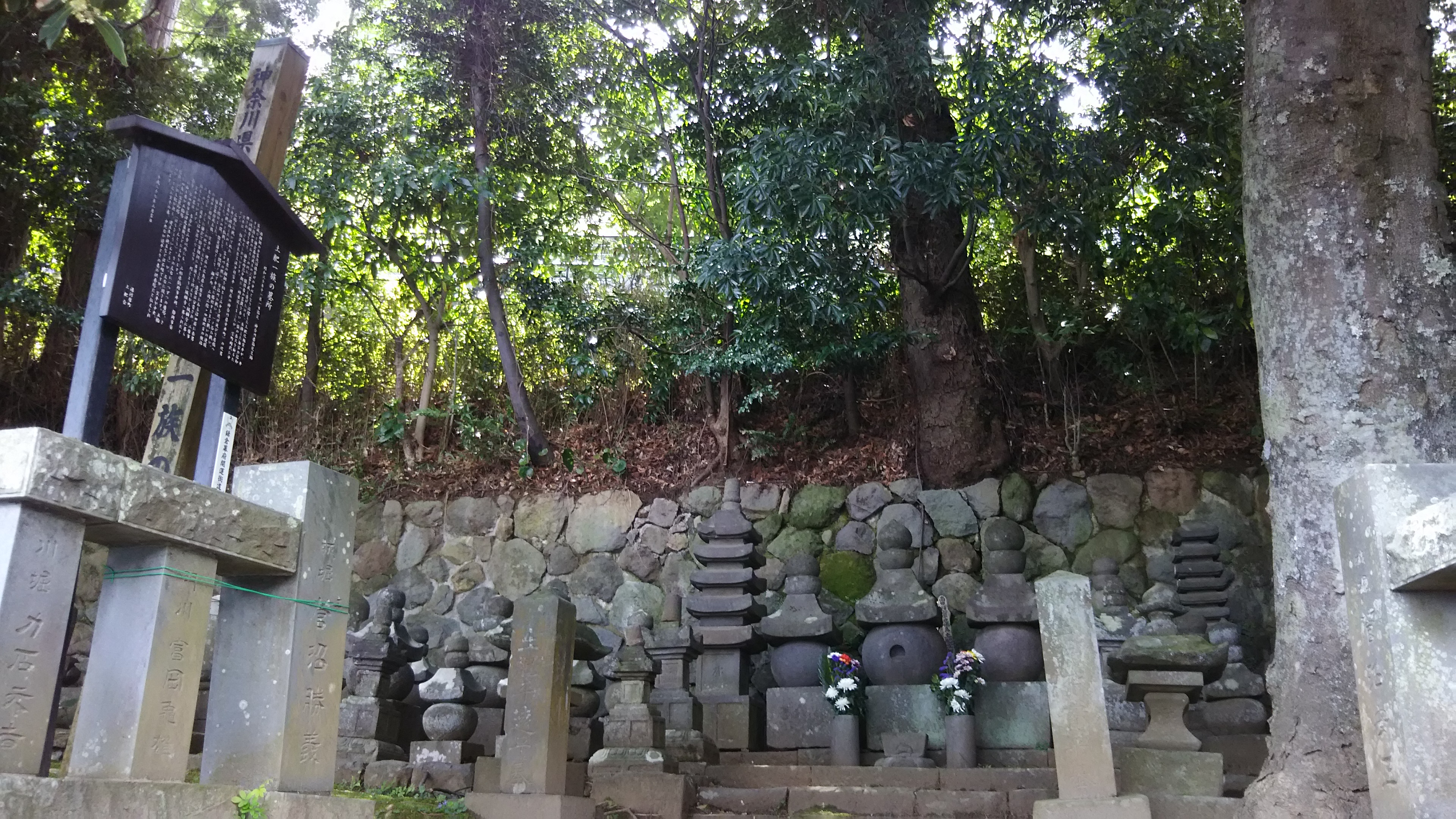
成願寺土肥一族墓所、向かって右が実平左が遠平
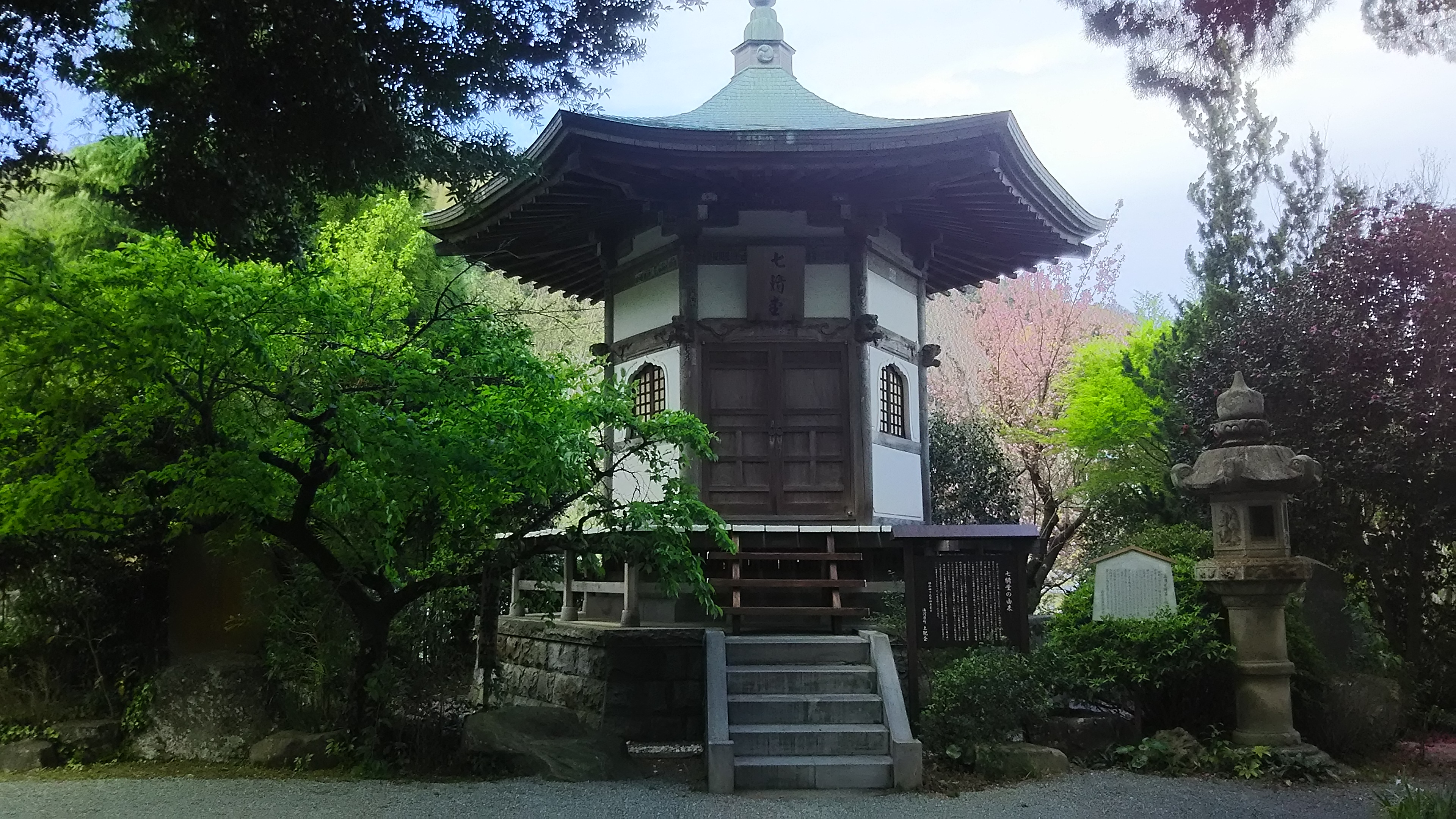
成願寺、石橋山の戦いに敗れた頼朝主従七騎の像を祭る

## 関連作品
テレビドラマ
- 『草燃える』（1979年、NHK大河ドラマ、演：福田豊土）
- 『鎌倉殿の13人』（2022年、NHK大河ドラマ、演：阿南健治）